# Oberonia brunoniana
Oberonia brunoniana är en orkidéart som beskrevs av Robert Wight. Oberonia brunoniana ingår i släktet Oberonia och familjen orkidéer. Inga underarter finns listade i Catalogue of Life.